# Марго Гланц
Марго Гланц (на испански: Margo Glantz) е мексиканска журналистка, университетска преподавателка, литературна критичка, преводачка и писателка на произведения в жанра драма, документалистика и публицистика.

## Биография и творчество
Марго Гланц е родена на 28 януари 1930 г. в град Мексико, Мексико, в еврейското семейство на Якобо Гланц и Елизабет Шапиро, които емигрират в от Украйна през 20-те години на 20-ти век. Има три сестри. Баща ѝ е приятел на Диего Ривера и има голям интерес към новите културни течения в страната. По различни причини семейството семейството се мести доста често и тя учи в различни училища. В гимназията е силно повлияна от писателя Агустин Янес, неин учител.
В периода 1947 – 1953 г. следва английска и испанска литература, както история на изкуството, специалност История на театъра, в Националния автономен университет на Мексико. След това следва в Сорбоната, където получава докторска степен по испанска литература с дипломна работа на тема „Френската екзотика в Мексико (от 1847 до 1867 г.)“.
Завръща се в Мексико и преподава литература и история на театъра във Факултета по философия и литература на Националния автономен университет на Мексико повече от 50 години. Преподава курсове по класическа литература, съвременни езици, мексикански и латиноамериканска филология. Чете лекции като гост-преподавател в университетите в Йейл, Принстън, Бъркли, Харвард, Барселона, Виена, и други.
През 1966 г. основава и става директор на списанието „Punto de Partida“ на университета. В периода 1977 – 1985 г. е сътрудник на радио „Universidad“ и на вестник „Unomásuno“. В областта на културния обмен работи като директор на Мексиканско-израелския културен институт (1966 – 1970), на Центъра за чужди езици на Националния автономен университет на Мексико и директор за литература в Националния институт по изящни изкуства (1983 -1986). В периода 1986 – 1988 г. е културно аташе в мексиканското посолство в Лондон.
Тя е плодовита есеистка. Документалната ѝ и научна литература включва есета върху живота и творчеството на монахинята от седемнадесети век сестра Хуана Инес де ла Крус.
Известна е със своята автобиография „Las genealogías“ (Генеалогии), в която описва опита си от израстването в еврейско семейство в католическо Мексико и имигрантския опит на родителите си, и с която печели наградата „Магда Донато“. Носителка е и на много други награди за произведенията си, както и на литературни стипендии – стипендия „Рокфелер“ (1996) и стипендия „Гугенхайм“ (1998).
Прави преводи на произведения на Йежи Гротовски, Жорж Батай, Томас Кид, Хенри Филдинг, Петер Вайс, Тенеси Уилямс, Мишел дьо Гелдерод, и др.
От 1996 г. е член на Мексиканската академия за езика. През 2004 г. е удостоена с Националната награда за лингвистика и литература, през 2010 г. с Награда за литература на романските езици и Златен медал за изящни изкуства, а през 2012 г. получава Награда за културни заслуги „Карлос Монсивайс“.
Удостоена е с почетната степен „доктор хонорис кауза“ от Автономния столичен университет (2005), от Автономния университет в Нуево Леон (2010), от Националния автономен университет на Мексико (2011), от Университета в Аликанте (2017) и от Университета на Гуадалахара (2017).
Омъжва се два пъти, първо за Франсиско Лопес Камара, а по-късно за Луис Марио Шнайдер. И двамата ѝ съпрузи са починали. Има две дъщери: Алина Лопес Камара (р. 1959) и Рената Шнайдер (р. 1971).
Марго Гланц живее в град Мексико.

## Произведения
частично представяне

### Самостоятелни романи
- Doscientas ballenas azules (1979) – издаден и като „Doscientas ballenas azules y cuatro caballos“[1][2][4]
- La guerra de los hermanos (1982)
- Síndrome de Naufragios (1984) – награда „Ксавие Вилаурутия“
- Apariciones (1996)[2]
- Zona de derrumbe (2001)
- El rastro (2002) – награда „Хуана Инес де ла Круз“
Следата, изд. „Матком“ (2021), прев. Лиляна Табакова
- Animal de dos semblantes (2004)
- Historia de una mujer que caminó por la vida con zapatos de diseñador (2005)
- Saña (2006)

### Сборници
- Zona de derrumbe (2001) – разкази[1]

### Документалистика
- Las mil y una calorías (1978) – за диети[1]
- No pronunciarás (1980) – за еврейската култура
- Las genealogías (1981) – автобиография, награда „Магда Донато“[4]